# Ramien Safi
Ramien Safi (* 17. Oktober 1999 in Groningen) ist ein niederländischer Fußballspieler.

## Werdegang
Der Linksaußen begann seine Karriere im Nachwuchs von ADO Den Haag und wechselte später nach Deutschland zum JFV Rehden-Wetschen-Diepholz. Seine erste Station im Seniorenbereich war der TuS Sulingen aus der Landesliga Hannover. In der Saison 2019/20 spielte Safi für den TB Uphusen in der Oberliga Niedersachsen. Im Sommer 2020 wechselte er dann zum Brinkumer SV in die Bremen-Liga. Mit den Brinkumern wurde Safi in der Saison 2021/22 Vizemeister und gemeinsam mit seinem Mannschaftskameraden Nao Oriyama Torschützenkönig der Liga. Beide erzielten im Saisonverlauf jeweils 31 Tore. Ramien Safi wechselte daraufhin zum SV Rödinghausen in die Regionalliga West. Dort wurde er zum Stammspieler und verpasste in den nächsten beiden Spielzeiten nur ein Ligaspiel. Im Sommer 2024 wechselte Safi dann zu Rot-Weiss Essen in die 3. Liga. Am 3. August 2024 gab er sein Profidebüt bei der 1:2-Heimniederlage gegen Alemannia Aachen.

## Privates
Ramien Safi wuchs in Den Haag auf und zog im Jahre 2014 nach Deutschland. Er absolvierte eine Ausbildung zum Kaufmann im Groß- und Außenhandel in Bremen. Seit seinem Wechsel nach Rödinghausen im Sommer 2022 ist er Profifußballer.

## Erfolge
- Torschützenkönig der Bremen-Liga: 2021/22